# Fàbrica Arnau i Vilar
La fàbrica Arnau i Vilar era un edifici situat al carrer del Cid, 10 del barri del Raval de Barcelona, actualment desaparegut.

## Història

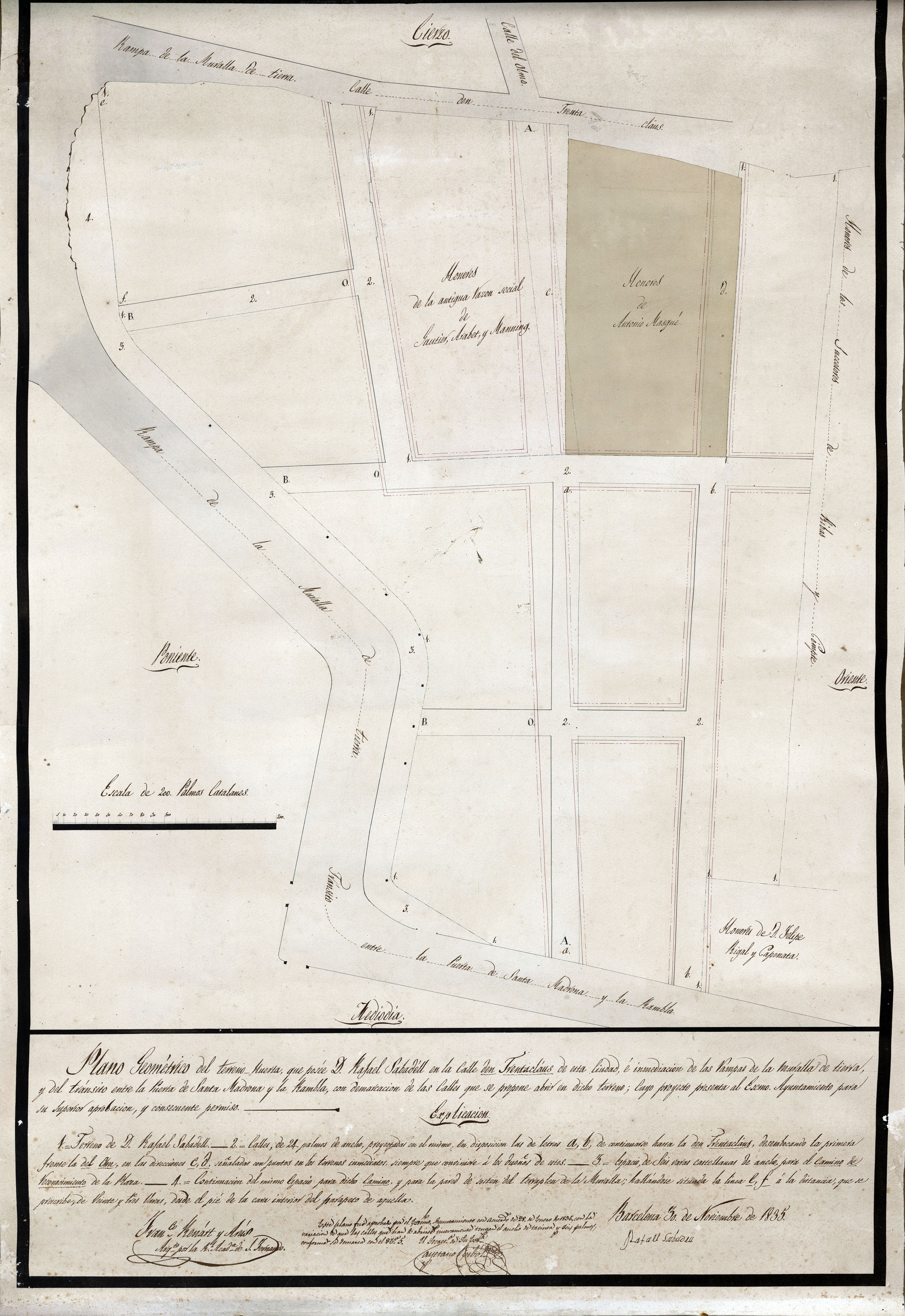
Projecte d'obertura de nous carrers als terrenys de Rafael Sabadell. Francesc Renart i Arús (1835)

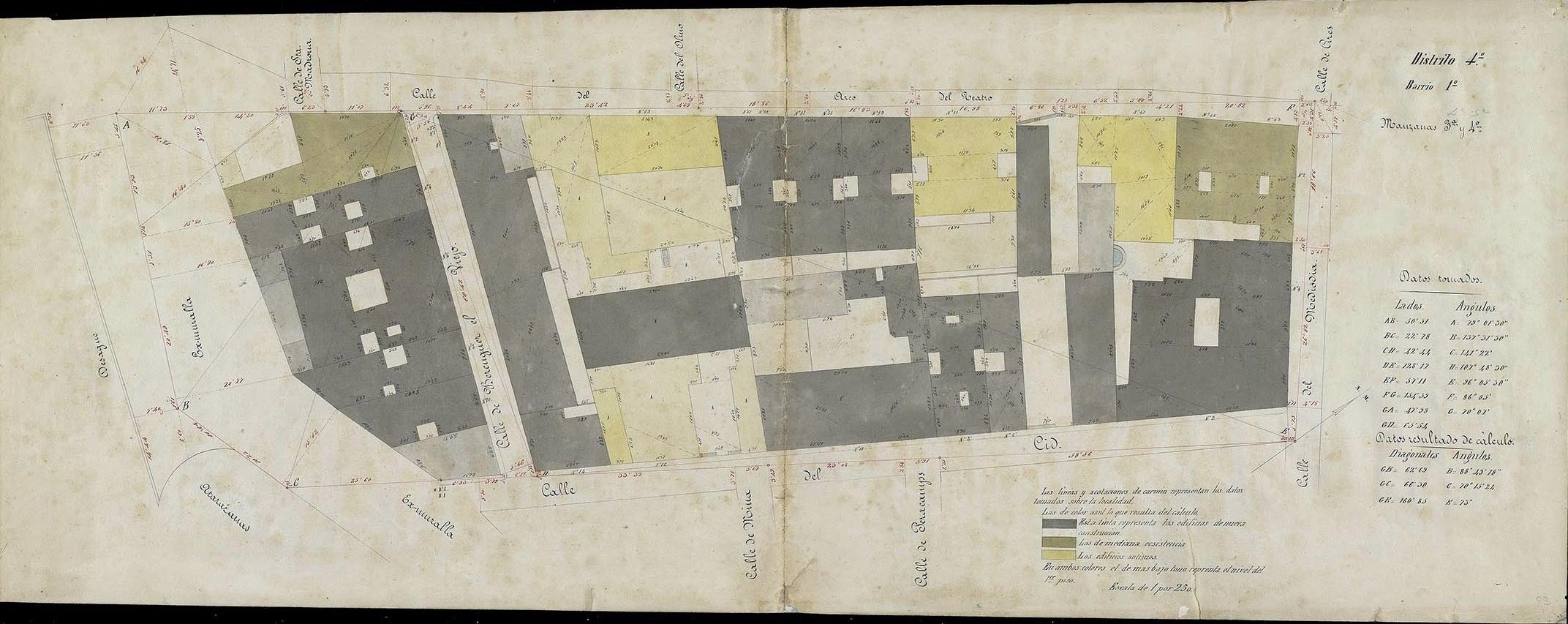
Quarteró núm. 83 de Garriga i Roca (c. 1860)

El 1843, la societat Arnau, Vilar i Cia, formada pel cadiraire Pere Arnau i Jiménez, l'arquitecte Josep Vilar i Roca, Francesc Ribes i Solà i Antoni Romaní i Tarrés, va signar un contracte per al subministrament d'una màquina de vapor de 40 CV procedent de la fàbrica Hick de Bolton (Anglaterra). Tanmateix, aquesta consumia una quantitat excessiva de carbó, per la qual cosa el 1846 reclamaren al fabricant, representat a Barcelona pel seu apoderat Marià Flaquer, una indemnització per l'incompliment del contracte.
Aquell mateix any, Arnau, Vilar i Cia presentà una sol·licitud per a legalitzar les instal·lacions de la seva filatura de cotó, especificant que tenien una màquina de vapor de 20 CV i demanant permís per augmentar-la fins a 30 CV en el termini de 2 anys. Els plànols que l'acompanyaven, conservats a l'Arxiu Històric de la Ciutat, foren signats pel mateix Vilar. A les «Estadístiques» de Graells (1850), la fàbrica figurava amb un sistema energètic de 25 CV, 90 màquines de preparació, 7.200 fusos de mule-jennies i 192 operaris.
El 30 d'agost del 1854, la fàbrica patí un incendi que la va destruir: «A primera hora de la mañana de ayer se declaró un voraz incendio en la cuadra del batan de una fábrica de vapor en la calle del Cid, en la cual trabajaban varias mujeres. […] El fuego prendió velozmente en todas las dependencias del edificio y durante algunos momentos se vieron amenazadas muy de cerca las cases inmediatas. Todas las bombas de la compañía de bomberos y otras particulares trabajaron para atajar el progreso de las llamas durante el espacio de cuatro ó cinco horas, [...]» Posteriorment, fou reconstruïda, i el 1863 estava ocupada per la filatura de Rosés i Cia i la serradora de Dardé Germans.
El 1881, la Societat Espanyola d'Electricitat, fundada per Tomàs Dalmau i Narcís Xifra, hi va instal·lar els seus tallers i una central elèctrica. Com a força motriu, comptaven amb dues màquines de vapor, una de 20 CV, sistema Alexander, i una altra de 40, sistema Corliss, construïda per La Maquinista Terrestre i Marítima. Aquestes movien els generadors elèctrics, que transformaven la força motriu del vapor en electricitat. A la planta baixa hi havia el taller de màquines i eines, totes elles de la casa Heilmann Ducommun de Mulhouse (Alsàcia); al primer pis hi havia el magatzem de primeres matèries; al segon, un taller destinat al bobinatge de les màquines Gramme; el tercer, a la fabricació de les làmpades d’incandescència Swan i Maxim; finalment, al quart, hi havia una fusteria. En un edifici annex hi havia el despatx del director, Narcís Xifra, les oficines i un taller-escola per a la preparació del personal. Hi treballaven uns 200 obrers. El nou enllumenat públic del passeig de Colom, format per 15 llums d'arc voltaic sistema Gramme, fou inaugurat el 28 de setembre del 1882 per l'alcalde Rius i Taulet.
Després de la marxa de la Societat Espanyola d'Electricitat el 1888, s'hi va instal·lar la fàbrica de mantes de llana i cotó d'Antoni Pascuet, succeït el 1893 pel seu fill Joan Pascuet i Martra sota la raó social Pascuet Germans. A la dècada del 1920, la fàbrica va ser reconvertida en habitatges, i el 1925, els propietaris Antonio Sacristán Collado i Valentí Gabarró i Prat van demanar permís per a transformar en portal dues finestres dels baixos i substituir l'enrajolat de la sala principal. Poc després, l'antic bordell es va transformar en una sala de ball regentada per Maria Busquets, La Criolla, un dels locals mítics de la vida nocturna de la ciutat. El 1940, després de la Guerra Civil, fou expropiada per l'Ajuntament de Barcelona, i substituïda per un nou bloc d'habitatges.